# Huaquillas (Tumbes)
Huaquillas es una localidad peruana ubicada en el distrito de Casitas, perteneciente a la provincia de Contralmirante Villar del departamento de Tumbes, al norte del Perú. 

## Ubicación
Huaquillas se ubica al este de la provincia de Contralmirante Villar, en el distrito de Casitas, en el departamento de Tumbes.

## Demografía
En 2017 Huaquillas tenía una población de 44 habitantes.
| Gráfica de evolución demográfica de Huaquillas entre 1993 y 2017 |
|                                                                  |
| Fuentes: Población 1993 y 2017                                   |